# Jolanda Figoni

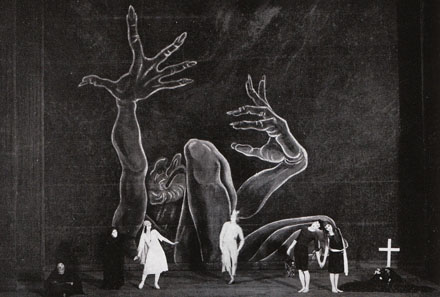
Dårhuset med Jean Börlin och Jolanda Figoni framför dekor av Nils Dardel 1921.

Jolanda Figoni, född 26 mars 1903 i Stockholm, död 16 oktober 1924 i Sävsjö, var en svensk dansör.
Jolanda Figoni var dotter till stuckatören Luigi Bartolomeo Figoni. Hon var elev vid Kungliga Teaterns balettskola under Gunhild Rosén, blev figurantska 1918 och tillhörde 1920–1923 den trupp, som under Rolf de Maré och Jean Börlin under namnet Les ballets suédois reste i Europa och USA. Hon var en av de mimiskt mest uttrycksfulla dansörerna inom svensk balett någonsin och skulle troligen nått internationellt genombrott om hon inte avlidit ung. Bland hennes roller märks bland annat Ängeln i Fåvitska jungfrurna, den kristna flickan i El Greco, Dockan i La boite à joujou, Barnet i Les Mariés de la tour Eiffel och Kvinnan i Skating Rink